# Cours de civilisation française de la Sorbonne
 (juillet 2014).
Si vous disposez d'ouvrages ou d'articles de référence ou si vous connaissez des sites web de qualité traitant du thème abordé ici, merci de compléter l'article en donnant les références utiles à sa vérifiabilité et en les liant à la section « Notes et références ».
Les Cours de civilisation française de la Sorbonne (CCFS) dépendent de la fondation Robert-de-Sorbon, association reconnue d’utilité publique et à but non lucratif réglementée par la loi du 4 juillet 1990 sur les fondations. Le but de cette organisation est de faire rayonner la culture française à travers le monde par l’enseignement de la civilisation et de la langue françaises comme langue étrangère. Créés en 1919, les CCFS constituent à ce titre une école de français langue étrangère (FLE).
Fréquentés surtout à l’origine par un public américain, les CCFS regroupent aujourd’hui près de 130 nationalités avec une présence prépondérante des nations allemande, américaine, anglaise, brésilienne, chinoise, coréenne, espagnole, japonaise, polonaise, russe et suédoise. Environ cinq mille étudiants fréquentent annuellement l’institution.

## Histoire

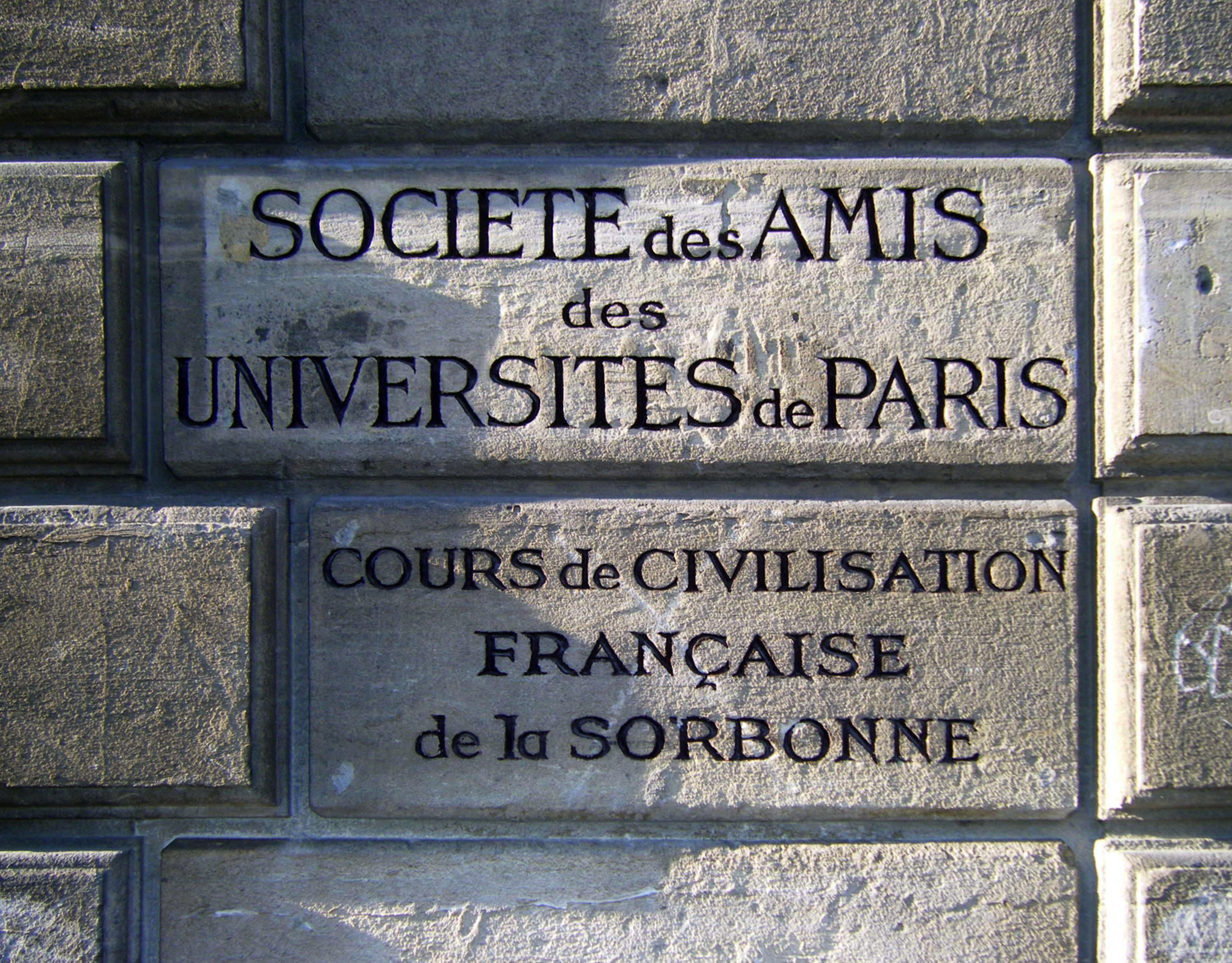

Créés en 1919, les Cours de civilisation française s'ancrent dans le contexte de l'après Première Guerre mondiale, lorsque l'aspiration des sociétés à une paix durable se couple, à la Sorbonne, d'une volonté d'ouverture universitaire et de rayonnement international. Initialement, il s'agissait d'accueillir de façon exceptionnelle des étudiants américains, officiers et de soldats ayant combattu. À cet effet, la Sorbonne aménage un programme présentant divers aspects de la civilisation française. Voulant assurer la pérennité de cette expérience, l'université met ensuite en place une structure administrative dédiée, chapeautée par la Société des amis de l'université de Paris (SAUP). Elle comprend le Bureau des renseignements scientifiques de l'université de Paris (créé en 1903 afin d'aider les élèves dans leurs études et à s'installer dans la capitale) et le Comité de patronage des études étrangers (fondé en 1899 et qui accorde des bourses et des prêts).
Le succès de ces cours est rapide, favorisé par des campagnes de publicité à destination d'universités étrangères, d'institutions diplomatiques et de la presse. En 1919, 150 étudiants issus de 24 pays sont inscrits, contre mille à la veille de la Seconde Guerre mondiale. Des partenariats se nouent avec les universités américaines, qui envoient des groupes d'étudiants à partir de 1923.
Agrégé d'allemand, spécialiste de pédagogie comparée, ancien directeur Bureau des renseignements scientifiques, Henri Goy en est le directeur de 1919 à 1952. Durant l'Occupation allemande, les cours sont délocalisés un moment à l'université de Montpellier puis reprennent en Sorbonne à partir de 1946.
La réussite de cette entreprise tient notamment au prestige de la Sorbonne, force d'attraction auprès d'un public international francophile, les élèves choisissant ensuite de poursuivre leurs études à Paris ou bien de retourner dans leurs pays d'origine. Il s'agit d'un semestre de quatre mois, nécessitant en amont une connaissance élémentaire de la langue française. Le programme se répartit en conférences de plusieurs matières (littérature, histoire, histoire de l'art, histoire des idées, sciences, droit, économie) delivrées par des universitaires, auxquelles s'ajoute en 1929 un cours sur la « vie française », puis des « travaux pratiques » (méthodologie, écrits et oraux) et enfin, en 1934, un cours pratique de langue française. Un diplôme signé par le recteur de l'Académie clôt le semestre, si les étudiants souhaitent le présenter. En 1920 sont aussi créés des cours d'été, se déroulant de juillet à novembre.

## Organisation
De 2009 à 2021, les Cours de civilisation française ont été placés sous l'égide de la fondation Robert-de-Sorbon qui a pris la suite de la Société des amis des universités de Paris.
L'Alliance française était associée à l'activité des CCFS, à qui elle fournissait des enseignants, des bourses d'études, des conférenciers, et contribuait à faire connaître ses programmes à l'étranger.

### Direction
La fondation Robert-de-Sorbon est dotée d’un conseil de surveillance, au sein duquel siègent les ministres de l’Intérieur et des Affaires étrangères, ainsi que le recteur de l’Académie de Paris, chancelier des universités. Le conseil nomme un directoire, formé de deux personnalités, le président de la fondation Robert-de-Sorbon : 
- Jean-Louis Boursin (2009-2017)
- Jean Sarrazin (2017-2019)
- Édouard Husson (2019-2021)
- David Fajolles (depuis 2021)

et le directeur des cours :
- Pierre Brunel (jusqu'en 2017)
- Bernard Franco (depuis 2017)

Depuis 2021, les Cours de civilisation française de la Sorbonne sont intégrés à une filiale de la fondation Robert-de-Sorbon, nommée Sorbon Langue Française, sous la présidence de Bernard Franco. Cette filiale est elle-même dotée d'un conseil d'administration et d'un comité de mission.

## Sites
Le siège des CCFS se situe au cœur du quartier de Montparnasse, dans la Maison des étudiantes, au 214 boulevard Raspail à Paris.

## Enseignements
Les CCFS dispensent des formations pour tous niveaux, du débutant complet au professeur de français langue étrangère. Ces formations permettent l’obtention de diverses validations nationales et internationales (TCF, DELF, DALF, TEF…) ou la délivrance d'un diplôme ou d'un certificat propre à l’établissement.
Les enseignements des CCFS sont organisés en sessions de durée variable :
- semestre d'automne (de septembre à décembre)
- session de janvier
- semestre de printemps (de février à mai)
- cours d'été (de juin à août avec des durées modulables)

### Cours de langue et civilisation françaises
Différentes formules d’enseignement sont proposées selon les besoins et les intentions pédagogiques de l’apprenant. Ces formules sont des associations variées de cours qui comportent :
- des cours de langue française (grammaire, conjugaison, orthographe, vocabulaire, expression écrite et orale),
- de la phonétique avec laboratoire (exercices de prononciation, de compréhension et d'expression),
- de la civilisation française donnée sous forme de conférences ou de travail en petits groupes.

### Modules spécialisés
Les CCFS préparent également la passation de tests et diplômes de français délivrés par le ministère de l'Éducation nationale pour certifier les compétences en français des candidats étrangers. Ces tests permettent, pour certains d'entre eux, l'entrée à l'université française. Ces modules spécialisés préparent la passation :
- du test de connaissance du français (TCF), e-TCF (version électronique) et TCF-DAP (Test de connaissance de français et demande d’admission préalable),
- du diplôme d'études en langue française (DELF),
- du diplôme approfondi de langue française (DALF),
- du test d'évaluation de français (TEF) — diplôme de la chambre de commerce — et e-TEF (version électronique).

### Cours spécifiques

#### La section pré-universitaire
La section pré-universitaire prépare l’entrée à l'université en licence ou en master (lettres et sciences humaines). Après sélection, les étudiants reçoivent un enseignement destiné à compléter leur formation en langue et en civilisation française. Le diplôme acquis à l’issue de cette formation peut-être admis dans de nombreux pays étrangers comme équivalence d'une année d'étude du 1er cycle d'une université française.

#### La spécialisation «français des affaires»
La spécialisation « français des affaires » prépare simultanément les étudiants au certificat de langue française de la Sorbonne et à un diplôme de la Chambre de commerce et d'industrie de Paris par une approche de la langue des affaires (rédaction de documents commerciaux, étude d’articles économiques…). Elle entre dans le cadre plus large des enseignements de français professionnel.

## Centre d'examen

### Centre d'examen TCF et TCF-SO (centre CIEP-Sorbonne)
Depuis 2006 le Centre CIEP-Sorbonne est par convention affilié au Centre international d'études pédagogiques (CIEP, désormais FEI) et est habilité à faire passer l’examen du test de connaissance du français (TCF).
Depuis 2014, les Cours de civilisation française de la Sorbonne proposent des sessions d’examen du TCF sur ordinateur (TCF-SO et TCF-ANF-So).

### Centre d'examen DELF-DALF
Les Cours de civilisation française de la Sorbonne sont un centre d’examen DELF-DALF habilité par le Rectorat à faire passer le diplôme d'études en langue française (DELF) et le diplôme approfondi de langue française (DALF).

## Accueil des groupes
En partenariat avec un certain nombre d'organisations et d’universités, les CCFS organisent des séjours linguistiques avec des stages sur mesure.

## Fondation: Société des amis des universités de Paris

### Présentation
La Société des amis des universités de Paris (SAUP) était une association reconnue d'utilité publique, à but non lucratif, réglementée par la loi de 1901 sur les associations. Fondée en 1899 à des fins sociales et humanitaires, elle disparaît en 2009.
Cette association, destinée à faire rayonner la culture française à travers le monde, a créé en 1919 les Cours de civilisation française de la Sorbonne (CCFS). Cette école de français langue étrangère (FLE) dispense des cours de langue et de civilisation française pour étudiants étrangers.
Deux autres programmes sont de création plus récente :
- Sorbonne dans la Ville, une série de conférences, données par des professeurs des universités parisiennes, et destinées au grand public.
- La collection FLE Français langue étrangère réalisée avec l'éditeur universitaire Belin dont cinq titres sont parus à ce jour.

La Société des amis des universités de Paris a été dissoute en 2009 pour être érigée en fondation d'utilité publique, la fondation Robert-de-Sorbon. Celle-ci, en 2021, a créé une filiale, Sorbon Langue Française, qui désormais porte les Cours de civilisation française de la Sorbonne.

### Direction
La SAUP a connu une série de présidents prestigieux : Jean Casimir-Perier et Raymond Poincaré, anciens présidents de la République, René Cassin, Prix Nobel de la paix ou encore des membres de l'Institut.
Jusqu'en 2009, elle était présidée par l'ancien recteur Jean-Louis Boursin. Le recteur-chancelier des universités de Paris en est, de droit, le premier vice-président.

### Sources
- Émeline Seignobos, « Welcome students ! », L'Histoire,‎ octobre 2019 (lire en ligne).
- Michael Byram et Adelheid Hu, Routledge Encyclopedia of Language Teaching and Learning, Routledge, 2017,